# John Béchervaise
John Mayston Béchervaise (* 11. Mai 1910 in Melbourne; † 14. Juli 1998 in Geelong) war ein australischer Schriftsteller, Lehrer, Bergsteiger und Forschungsreisender. Bekannt ist er durch seine Reiseliteratur insbesondere über Australien, seine Beteiligung an den Australian National Antarctic Research Expeditions und die Erstbesteigungen des Federation Peak, des Mount Elliott, des Mount Ward und des Fearn Hill.

## Leben
John Béchervaise wurde als zweites der fünf Kinder des Buchhalters Herbert Walter Béchervaise und dessen Ehefrau Lilian Maude (geborene Mayston) im Melbourner Stadtteil Malvern in eine anglikanisch geprägte Familie geboren. Sein Urgroßvater gleichen Namens war Petty Officer bei der Expeditionsfahrt der HMS Blossom (1825–1828) unter Leitung von Frederick William Beechey. Béchervaise wuchs im Stadtteil Murrumbeena auf und ging auch dort zur Schule. 1926 nahm er eine Stellung bei der National Australia Bank an, doch seine Vorliebe für Kunst und Literatur führte ihn im September 1927 zum Department of Education and Training des Bundesstaats Victoria für eine Ausbildung als Lehrer. Nachdem er 1930 am Melbourne Teachers’ College mit Bestnoten abgeschlossen hatte, unterrichtete er an der Mount Eccles State School in der Region Gippsland. In dieser Zeit schrieb er ein Lehrbuch und reformierte den Lehrplan. 
Am 3. Januar 1935 heiratete Béchervaise Lorna Fearn Wannan (1911–2001), die er während seiner Lehrerausbildung kennengelernt hatte. Im selben Jahr wechselte er ans Geelong College, wo er insbesondere mit der Ausarbeitung des Ramblers Guild betraut war, eines umfassenden Programms, das Freizeitaktivitäten in der australischen Wildnis wie das Kampieren und Wanderungen für seine Schüler vorsah. 1937 ging Béchervaise mit seiner Frau nach England, wo er in Harpenden am St George’s College Kunst unterrichtete und am Courtauld Institute of Art studierte. In dieser Zeit wurde er Mitglied des Fell & Rock Climbing Club im Lake District. Bei Ausbruch des Zweiten Weltkriegs wurde Béchervaise von seiner Frau und dem ersten gemeinsamen Kind getrennt. Letztere waren nach Australien zurückgekehrt, während er als überzeugter Pazifist der Einberufung durch seinen Verbleib in England umging. 1945 kehrte Béchervaise nach Australien zurück und nahm seine Lehrstelle am Geelong College wieder auf. Ausgehend vom Ramblers Guild gründete er 1947 die Geelong College Exploration Society, die ausgedehnte Exkursionen nach Central Australia einschließlich des Uluru, nach Rodondo Island in der Bass Strait und 1949 in den Südwesten Tasmaniens organisierte. Bei letzterer gelang die Erstbesteigung des Federation Peak. Im Anschluss publizierte Béchervaise Berichte zu diesen Reisen im Magazin Walkabout; seine Gedichte erschienen in der Jindyworobak Anthology und in den Magazinen Southerly und Meanjin. Im Jahr 1949 beendete Béchervaise seine Tätigkeit am Geelong College und wurde stellvertretender Leiter der Australian National Publicity Association. In seinen Aufgabenbereich fiel das Schreiben von Artikeln und herausgeberische Verantwortlichkeiten bei Walkabout. Er begab sich dazu auf ausgedehnte Reisen durch Australien und die Pazifikregion und wurde national wie international zu einem bekannten Werbebotschafter der Tourismusindustrie Australiens.
Béchervaise verließ Walkabout 1952 und nahm auf Einladung von Phillip Law an Kampagnen der Australian National Antarctic Research Expeditions teil. Von Februar 1953 bis März 1954 war er Leiter der Forschungsstation auf der Insel Heard und nahm dort an zwei vergeblichen Besteigungsversuchen des Vulkans Big Ben teil. Daran anschließend war er von Februar 1955 bis März 1956 Leiter der antarktischen Mawson-Station in Vorbereitung auf das Internationale Geophysikalische Jahr (1957–1958). Von 1959 bis 1960 war er erneut Leiter der Station, auf der erstmals sowjetische Gastwissenschaftler begrüßt wurden. Am 3. April 1959 wurde das Stationskraftwerk durch einen Brand zerstört. Neben seiner Tätigkeit als Stationsleiter unterstützte er die Australian Antarctic Division (AAD) in logistischen Fragen und warb für die Australian National Antarctic Research Expeditions. Im Zuge dieser Arbeiten entstanden die Bücher The Far South (1961) und Blizzard and Fire: A Year at Mawson, Antarctica sowie einige Lehrbücher und geographiehistorische Arbeiten. In den 1970er Jahren verfasste er zehn in der Serie Rigby’s Sketchbook erschienene Bücher, in denen er seine Reisen durch Australien thematisiert.
In seinen letzten Lebensjahren litt Béchervaise an der Alzheimer-Krankheit und starb im Juli 1998 im Alter von 88 Jahren. Er hinterließ seine Frau, drei Töchter und einen Sohn. Sein Grab befindet sich auf dem Geelong Eastern Cemetery.
Béchervaise erhielt 1956 die Polarmedaille und wurde 1960 zum Member des Order of the British Empire (MBE) sowie 1993 zu ebensolchem des Order of Australia (OAM) ernannt. Seit 1984 war er Ehrendoktor der Deakin University. Ferner war er Fellow der Royal Society of Arts (FRSA) und der Royal Geographical Society (FRGS). Nach ihm sind in der Antarktis Béchervaise Island und der Mount Béchervaise benannt. Darüber hinaus ist er Namensgeber für die Béchervaise Buttress auf der Insel Heard und das Bechervaise-Plateau unterhalb des Federation Peak im Südwesten Tasmaniens.